# Heuliez GX127
L'Heuliez GX127 è un midibus francese prodotto dal 2005 al 2014.

## Progetto
Il GX127 viene presentato a Tolosa in occasione della rassegna Transport Expo. Il nuovo modello nasce sulla base del precedente GX117, nell'ambito della gamma Access'bus proposta dal costruttore francese. Come il predecessore, è proposto in versione normale (9.4 metri) e L (10,6); quest'ultima compete sul mercato con l'Irisbus Citelis 10, posizionandosi più in alto per qualità e finiture.

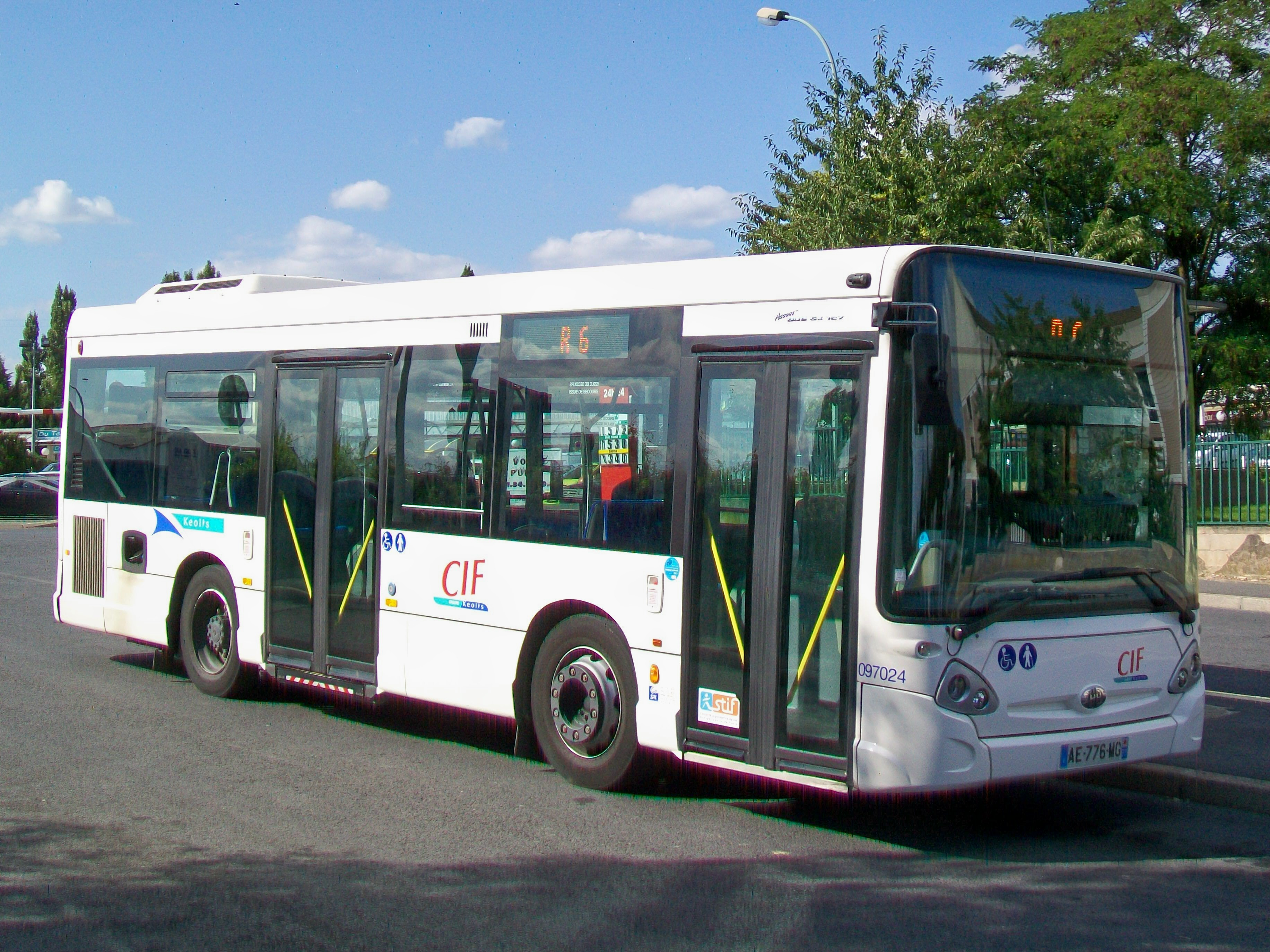
Heuliez GX127

## Tecnica
Il GX127 è disponibile esclusivamente con il motore Iveco Tector 6 da 5.900 cm3, nelle tarature da 218 e 265 cavalli. Il cambio automatico, di fabbricazione Allison, può essere a 4 o 6 marce.
Come già accennato, è disponibile in allestimento urbano nelle lunghezze da 9,4 e 10,6 metri, con due o tre porte; è disponibile una grande quantità di optional, dalla pedana per salita disabili al condizionatore, fino al sistema di illuminazione interno Lampa'bus e alle vetrate supplementari.

## Versioni

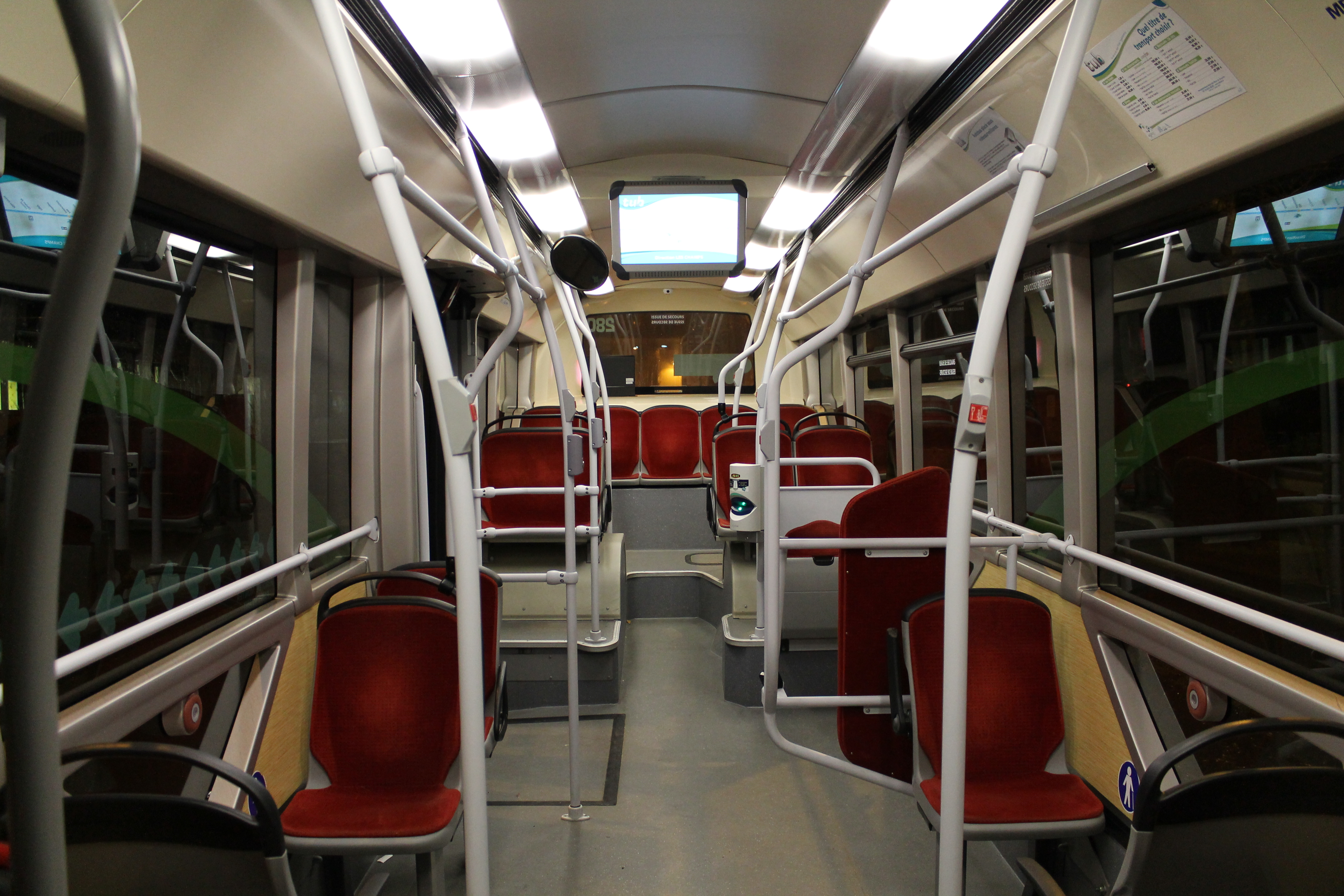
Interni

Ecco un riepilogo delle versioni prodotte:

### GX127[1]
- Lunghezza: 9,4 metri
- Allestimento: Urbano
- Alimentazione: Gasolio
- Posti: fino a 70

### GX127 L
- Lunghezza: 10,6 metri
- Allestimento: Urbano
- Alimentazione: Gasolio
- Posti: fino a 90

## Diffusione
Il mezzo svolge tuttora servizio in varie città della Francia. In Italia questo modello è presente presso la Li-nea (Firenze) (4 vetture nuove + 3 acquistate usate nel 2019 da RTM Marsiglia), Lucera Service, Moretti Autolinee con 4 vetture (utilizatti 2 a Melfi, 1 a Rionero in Vulture e 1 ad Atella), Svt Vicenza e SETA Piacenza e Conerobus Ancona, quest'ultima, nel 2020, acquistò, usati dalla RTM Marsiglia, 4 esemplari da 9,4m. Anche Schiaffini Travel possiede due esemplari che prestano servizio in provincia di latina